# 穆罕默德·格達費
穆罕默德·格達費（阿拉伯语：محمد القذافي；1970年3月15日—）是利比亞前領導人穆阿迈尔·卡扎菲的长子，为卡扎菲的第一任妻子法薩亞·哈立德所生的唯一一胎。他是利比亞奧林匹克委員會的負責人，亦被認為是格達費的接班候補人選之一，但他表示並無意願。
他掌控利比亚电信和電郵等行业，担任利比亚邮电总公司主席。该公司是主要的互联网服务提供商，所以在2011年2月内战爆发后，立即削减了利比亚和世界各地之间的互联网连接。他还在利比亚的一家饮料公司中拥有40%的股份。

## 2011年利比亞內戰
2011年8月21日，半岛电视台报道说穆罕默德已被俘虏。该台在采访穆罕默德·卡扎菲时，他显示出道歉的态度，但谴责说暴力革命是缺乏智慧的做法。之前，曾有利比亚反对派官员称卡扎菲长子穆罕默德·卡扎菲是向反对派投降的。但他在隔天順利逃脫，並於8月29日和他的幾個家族成員一起逃往阿爾及利亞。